# Экология Актобе
Экологическая обстановка в Актобе неблагополучна. По оценкам Казгидромета, уровень загрязнения в городе находится на уровне 8,5 баллов. По всей территории города отмечается повышенное содержание диоксида азота и формальдегида в воздухе, а в районе таких промышленных предприятий, как АЗХС, АЗФ, Актюбинской ТЭЦ и возле посёлка Кирпичный, показатели превысили норму в три раза. Самым «загазованным» участком города считается перекрёсток улиц Маметовой и Ломоносова, где за 20 минут проезжает около 2 тыс. автомобилей.

## Загрязнение воздуха
Согласно исследованиям 2013 года, когда санитарно-эпидемиологический надзор проводил анализ воздуха в городе на наличие диоксида азота, диоксида серы, сероводорода и других веществ, самыми загрязнёнными оказались районы возле школ № 16,№ 26 и № 1, Центрального рынка и между улицами Рыскулова и Тургенева. Предельно допустимая концентрация сероводорода была превышена от 3 до 15 раз на улицах Чернышевского, Пожарского и Красногорская. Основной причиной загрязнения воздуха была признана канализационная система города. Концентрация сероводорода в канализационных сетях может достигать 2—16%, также сточные воды содержат большое количество сульфидов. Из-за этого в ночное и утреннее время жители районов Жилгородок,Мухамбетовка,Шанхай, 8-й микрорайон, улицы Тургенева и проспектов Абилкайыр хана и Молдагуловой испытывают проблемы с вонью в воздухе. Свою лепту вносит также автомобильный транспорт, количество которого в 2013 году достигло 180 тыс. единиц.
- 20—21 апреля 2014 года в Актобе было зафиксировано 10-кратное превышение предельно допустимой концентрации сероводорода в воздухе. Причиной выбросов стала канализационная насосная станция АО «Акбулак» в промышленной зоне[6].
- 12 июня 2015 года концентрация сероводорода в воздухе Актобе превысила предельно допустимую концентрацию в 10,6 раз. Источником загрязнения опять стало АО «Акбулак»[7].

## Загрязнение водоёмов
Река Илек, на берегу которой расположен город, долгое время загрязнялась отходами бора с Алгинского химического завода и шестивалентного хрома с Актюбинского завода хромовых соединений, а это, в свою очередь, ведёт к загрязнению Урала, а затем и Каспийского моря. Кроме того, АО «Акбулак» сбрасывает в реку около 10 млн м³ недоочищенных (из-за устаревших очистных сооружений) сточных вод в год. За превышение норм сброса предприятие ежегодно выплачивает штраф, но административные меры не привели к положительному результату.